# Cine-Teatro Jandaia
Cine-Teatro Jandaia foi um espaço cultural brasileiro que funcionou como sala de cinema e teatro, foi fundado no ano de 1911, e está localizado na Baixa dos Sapateiros na área central de Salvador, capital do estado da Bahia.
Em 2010, o prédio recebeu o tombamento provisório junto ao Instituto do Patrimônio Artístico e Cultural da Bahia (IPAC), órgão estadual da Bahia que visa conservar o patrimônio histórico do estado da Bahia. Posteriormente em 2013, o IPAC retirou os vitrais do cinema para garantir a preservação. No ano de 2015, o órgão aprovou o tombamento em definitivo.

## História
O prédio do Cine-Teatro Jandaia foi inaugurado no ano de 1911. Incialmente foi fundado pelo comerciante sergipano João Oliveira, que também era o dono da Panificadora Jandaia, num galpão na Baixa do Sapateiro com capacidade para quatrocentas pessoas, exibindo fitas de cinema mudo. No ano de 1927, após uma série de interdições o Cine-Teatro foi fechado.
Em 3 de julho de 1931, Oliveira inaugurou um prédio moderno e luxuoso, após reformas e ampliações, inspirado depois de Oliveira ter feito uma viagem à Europa. O novo cinema ocupou uma área de 1 200 metros quadrados, após a incorporação de oito casas vizinhas. À esta época era um cinema de elite, assim como o Guarany, Glória e Excelsior. A edificação possui elementos inspirados pela Art déco e a Art nouveau, vanguardas artísticas europeias que influenciaram a produção artística e arquitetônica do mundo todo.
Após o falecimento de João Oliveira em 1933, a administração foi transferida para seu filho e o cinema começou a oferecer ingressos populares, com lugares localizados em uma parte da plateia conhecida como 'geral' que ficava acima dos camarotes e frisas. A entrada ao cinema para quem adquira estes ingressos a preços populares também era distinto, eles não entravam pela fachada principal, o acesso era realizado pela rua do Alvo.
O cinema e teatro foi considerado uma das mais importantes casas de espetáculos do estado de Bahia. Sendo um cinema de rua, principalmente na década de 1960, era reconhecido como o principal cinema de Salvador, recebendo também a denominação de "Palácio das Maravilhas". Foi o primeiro cinema do nordeste com equipamentos para exibir filmes sonoros. Personalidades e artistas como Carmen Miranda, Bidu Sayão, Grande Otelo e Dalva de Oliveira já apresentaram-se no Cine-Teatro Jandaia.

### Século XXI
Seu declínio iniciou nos anos de 1960, com o ingresso das empresas multinacionais de cinema. Na década seguinte, a mudança do centro comercial para outras áreas, além da expansão dos shoppings centers, foi crucial para terminar seus anos de glamour. Com a decadência dos cinemas de rua, o Cine-Teatro Jandaia passou por um processo de falência, chegou a ser utilizado para exibir filmes pornôs e e de artes marciais para tentar sobreviver nos anos de 1990, mas depois entrou em total abandono. O prédio encontra-se abandonado e extremamente degradado.
No ano de 2014, o cinema foi doado ao Estado, transferindo a responsabilidade ao governo da Bahia. No ato de doação, o então governador da Bahia, Rui Costa (PT),   disse "a Bahia  precisa de  equipamentos  culturais que   aproximem a população da arte, por isso não podemos deixar um ícone para a nossa  cultura, como foi o Cine Jandaia, ser   destruído. Nosso objetivo é  que o novo centro seja voltado para a promoção de artistas locais".
No ano de 2018, cidadãos promoveram um 'abraçaço' promovido pelo Instituto de Arquitetos do Brasil (IAB) buscando a chamar a atenção da opinião pública para a importância do prédio para a sociedade baiana.

## Arquitetura
A edificação feita de concreto armado em sua estrutura, apresenta linhas simétricas e uma integração da arquitetura com sua decoração interior, como luminárias, móveis e desenho artístico de sua serralheria. Sua fachada em estilo art déco é repleta de janelas venezianas, com uma série de frisos verticais espaçados com um imenso vitral decorativo na parte central.
O vitral de cinco metros de altura por três e meio de largura foi idealizado pelo fundador do Cine-Teatro Jandaia, João Oliveira, tendo uma figura feminina com uma ave jandaia.
Em sua lateral esquerda encontra-se uma pequena torre, que dá uma verticalidade à sua fachada. Era desta torre que uma sirene era tocada para avisar os espectadores que as sessões estavam para começar. Em sua sala de projeção, o público com poder aquisitivo melhor concentrava-se na plateia enquanto os mais carentes acomodavam-se em uma área denominada "gerais". No piso térreo e no andar dos camarotes, encontram-se pilares metálicos.
É possível identificar a influência de modelos clássicos da antiga Grécia em alguns elementos decorativos internos, como figuras mitológicas em seus painéis de gesso. É composto de uma decoração simples, com mármores de diferentes cores. O foyer possui revestimento de mármore rosa com molduras em mármore preto em suas paredes. Os camarotes foram elaborados com contornos circulares em metais. Seu forro em estuque possuía quatro rosáceas nos cantos com uma grande rosácea na parte central.